# Zu weit weg
Zu weit weg ist ein Filmdrama von Sarah Winkenstette, das am 12. März 2020 in die deutschen Kinos kam.

## Handlung
Der 11-jährige Ben zieht mit seiner Familie aus Niederkirchbach, das dem Braunkohleabbau weichen muss, nach Düren statt wie seine Freunde nach Neu-Niederkirchbach. Dort hat er unerwartet große Probleme, sich einzuleben, und vermisst sein altes Umfeld. Vor allem fühlt sich der talentierte Fußballstürmer in seiner neuen Mannschaft herabgesetzt. Als sich zeigt, dass der schüchterne, aber sympathische 12-jährige Tariq, ein Flüchtling aus Aleppo, ebenfalls neu in der Klasse, schnell beliebter ist und außerdem besser Fußball spielt, muss Ben zunächst seinen Stolz schlucken, bevor er sich langsam mit Tariq anfreundet.
Ben zieht es immer wieder zurück in seine alte Heimat, die nun abgesperrt ist und abgerissen wird; er radelt durch die Straßen und erinnert sich an das vergangene Leben. Auch die dort patrouillierenden Sicherheitskräfte schrecken ihn nicht ab. Der Verlust der jeweiligen Heimat verbindet ihn mit Tariq, so dass Ben auch dessen Eigenarten versteht. Tariq zieht sich oft zurück und kämpft mit schlimmen Erinnerungen. Schließlich vertraut er Ben an, dass er auf der Flucht von seinem älteren Bruder Kheder getrennt wurde und nun keinen Kontakt mehr zu ihm hat. Ihre Eltern sind noch in einem Flüchtlingslager in der Türkei. Als eine Mitschülerin eine Präsentation über das Kleine-Welt-Phänomen hält, hat Ben die Idee, auf diese Weise per Internet nach Kheder zu suchen. Die Lehrerin greift das begeistert als Unterrichtsprojekt auf.
Um den oft betrübten Tariq aufzuheitern, lädt Ben ihn zu einer Übernachtung ein. Als Überraschung radelt er mit ihm zu seinem alten Zuhause, wo sie im Garten zelten. Allerdings hatte Bens Schwester Isa gleichzeitig die Idee, dort eine Party zu feiern. Die Feier wird bald von Sicherheitskräften aufgelöst. Nur auf eindringliches Bitten wegen Tariqs unsicherer Situation wird darauf verzichtet, die Polizei hinzuzuziehen. Die Kinder werden von ihren Eltern abgeholt.
Schließlich klingelt es an Bens Tür, und einige Mitschülerinnen berichten begeistert, sie hätten Kheder gefunden, er sei in Utrecht. Ben kann sich nicht darüber freuen, da das bedeutet, dass er seinen neuen Freund Tariq gleich wieder verlieren wird. Bei der Abreise auf dem Bahnhof schließt Tariq mit ihm Blutsbrüderschaft, denn Brüder vergesse man nie.
Am Ende feiert Ben seinen 12. Geburtstag und zeigt Tariq und Kheder per Video, dass er einen von Tariq erlernten Fußballtrick nun perfekt beherrscht.

## Produktion
Regie führte Sarah Winkenstette, das Drehbuch schrieb Susanne Finken. Die Beauftragte der Bundesregierung für Kultur und Medien gewährte eine Produktionsförderung in Höhe von 500.000 Euro nebst einer Projektentwicklungsförderung von 35.000 Euro, die Film- und Medienstiftung NRW in Höhe von 380.000 Euro nebst einer Verleihförderung von 50.000 Euro.
Die Nachwuchsdarsteller Yoran Leicher und Sobhi Awad spielen Ben und Tariq. Weitere Rollen wurden mit Anna König, Andreas Nickl, Anna Böttcher und Petra Nadolny besetzt. Die Dreharbeiten fanden zwischen dem 8. August und 16. Oktober 2018 in Köln und Umgebung statt.
Eine erste Vorstellung erfolgte am 30. Mai 2019 im Rahmen des Molodist International Film Festivals, wo Winkenstette mit dem Skythischer Hirschen ausgezeichnet wurde. Ende September, Anfang Oktober 2019 wurde er beim Zurich Film Festival gezeigt, und im November 2019 beim Filmfestival Cottbus. Im November 2019 konnte man den Film auch beim Tallinn Black Nights Film Festival im Kinderprogramm sehen. Der Kinostart in Deutschland erfolgte am 12. März 2020. Im April 2021 wurde er beim Seattle International Film Festival gezeigt, im August 2021 beim Locarno Film Festival in der Reihe Locarno Kids. Im Herbst 2021 wird er im Rahmen der SchulKinoWochen gezeigt, unter anderem in Berlin. Im März 2023 erfolgten zudem Vorstellungen im Rahmen der SchulKinoWochen in Bayern.

## Rezeption
Von der Deutschen Film- und Medienbewertung wurde Zu weit weg mit dem Prädikat Wertvoll versehen. In der Begründung heißt es, die Jury habe den Eindruck, dass sich die Regisseurin möglicherweise etwas zu viel vorgenommen habe. So gebe es doch einige lose Fäden in der Geschichte, die nicht zu Ende erzählt werden. Hervorzuheben sei aber die Qualität aller beteiligten Gewerke hinsichtlich Bildgestaltung, Einsatz von Musik und vor allem der Schauspielführung. Der Plot werde ruhig und kindgerecht erzählt, stille Momente würden ausgehalten und bekämen den notwendigen Raum, gelungen sei auch der Erzählstrang über Sport und Integration.

## Auszeichnungen
Zu weit weg wurde Anfang Januar 2020 in die Vorauswahl von acht Kinderfilmen für den Deutschen Filmpreis aufgenommen, blieb aber bei Bekanntgabe der regulären Nominierungen unberücksichtigt. Im Folgenden weitere Auszeichnungen:
Molodist International Film Festival 2019
- Auszeichnung mit dem Skythischer Hirschen im Teen Screen Competition (Sarah Winkenstette)[6]

Preis der deutschen Filmkritik 2021
- Auszeichnung als Bester Kinderfilm (Sarah Winkenstette)[18]